# Tito Quíncio Flaminino (cônsul em 123 a.C.)
Tito Quíncio Flaminino (em latim: Titus Quintius Flamininus) foi um político da gente Quíncia da República Romana eleito cônsul em 123 a.C. com Quinto Cecílio Metelo Baleárico. Era filho de Tito Quíncio Flaminino, cônsul em 150 a.C..

## Influência
Cícero, que o ouviu durante sua juventude, afirmou que Quíncio era analfabeto, mas falava um latim de grande elegância. Durante seu mandato foi fundada a colônia de Cartago Nova, apesar de Lívio e Plutarco situarem esta fundação no ano seguinte, no segundo mandato como tribuno da plebe de Caio Graco.